# Surf ai Giochi della XXXII Olimpiade
Le competizioni di surf ai Giochi della XXXII Olimpiade si sono svolte dal 25 al 27 luglio 2021 presso la spiaggia di Tsurigasaki, nella prefettura di Chiba. Si è trattato del debutto di questa disciplina ai giochi olimpici.

## Calendario

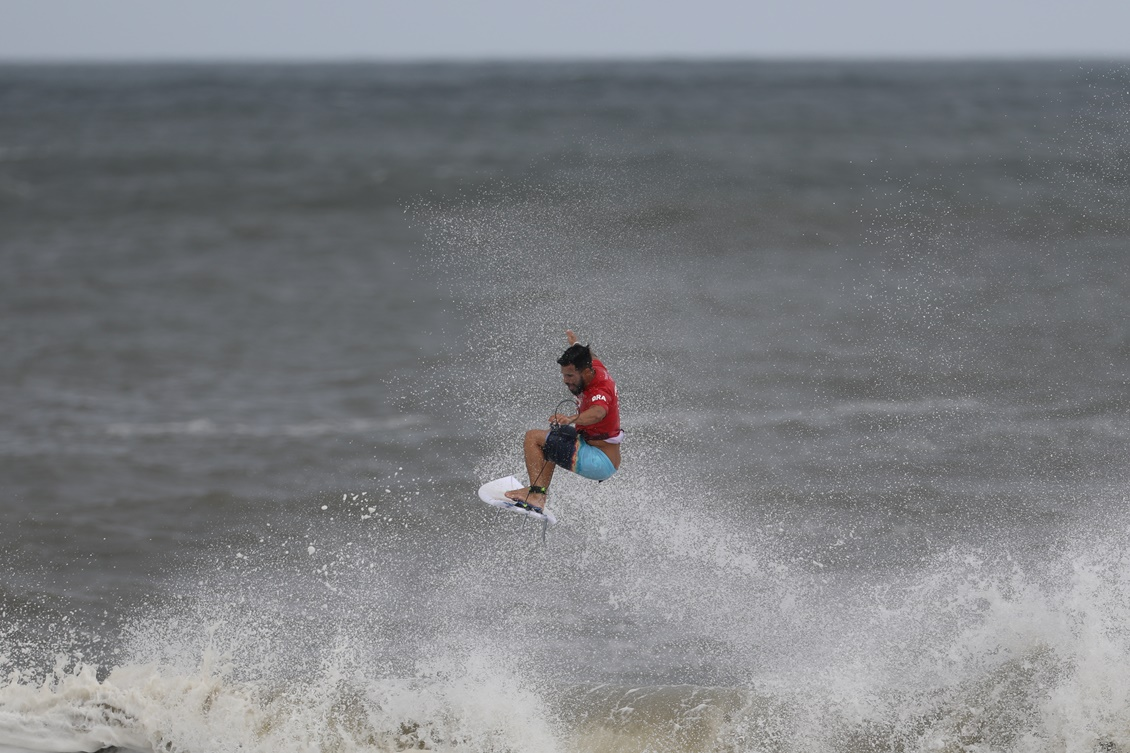
Il surfista Ítalo Ferreira il 27 luglio.

Le gare si sono svolte in tre giorni, dal 25 al 27 luglio.
| Data           | Orario (UTC+9) | Evento                                                     |
| -------------- | -------------- | ---------------------------------------------------------- |
| 25 luglio 2021 | 7:00-15:40     | Round 1 e 2 maschili e femminili                           |
| 26 luglio 2021 | 7:00-17:30     | Round 3 maschile e femminile                               |
| 27 luglio 2021 | 7:00-16:30     | Quarti di finale, semifinali e finali maschili e femminili |

## Podi
| Evento                          | Oro            | Argento          | Bronzo        |
| Shortboard maschile (dettagli)  | Ítalo Ferreira | Kanoa Igarashi   | Owen Wright   |
| Shortboard femminile (dettagli) | Carissa Moore  | Bianca Buitendag | Amuro Tsuzuki |

## Medagliere
| Pos.   | Paese       | Oro | Argento | Bronzo | Totale |
| ------ | ----------- | --- | ------- | ------ | ------ |
| 1      | Brasile     | 1   | 0       | 0      | 1      |
| 1      | Stati Uniti | 1   | 0       | 0      | 1      |
| 3      | Giappone    | 0   | 1       | 1      | 2      |
| 4      | Sudafrica   | 0   | 1       | 0      | 1      |
| 5      | Australia   | 0   | 0       | 1      | 1      |
| Totale | Totale      | 2   | 2       | 2      | 6      |